# 刘志远 (香港音乐人)
劉志遠（英語：Lau Chi Yuen，1969年3月8日—），綽號「遠仔」，香港編曲家、音樂制作人，前搖滾樂隊Beyond及浮世繪成員。在1980年代香港的地下音樂圈中，劉志遠有「吉他神童」的美譽，不僅精通吉他，而且擅長鍵盤演奏和編曲。其與洪敬堯、鍾興民、吳慶隆並稱為華語地區「編曲四大天王」，現移居台灣。

## 音樂歷程
1984年以15歲之齡加入搖滾樂隊「浮世繪」，其後樂隊因主音梁翹柏去外國讀書而解散。
1986年，當時Beyond樂隊需要額外一名結他手分擔主音歌手在現場表演的工作，劉志遠在Beyond樂隊葉世榮的引薦下加入了Beyond樂隊，並擔任主音結他手、鍵琴手、和音、部分歌曲的創作和作品編曲方面的製作，比如《無聲的告別》、《現代舞台》和《舊日的足跡》的鋼琴前奏。劉志遠由於當時只有17歲，是樂隊中最年經成員，故被樂隊成員及其樂迷稱為「遠仔」。
1988年4月30日於九龍大專會堂蘋果牌Beyond演唱會，黄家驹在歌曲《再见理想》開始前说了一段话並公佈有關劉志遠將會離隊的消息，表示支持「遠仔」尋找自己更大的理想，「Beyond的五子時代」結束。
1989年，劉志遠與回港的梁翹柏重組樂隊「浮世繪」，該樂隊經理人同為Beyond樂隊的陳健添，兩人繼續在音樂方面進行實驗和探索。同年，Beyond真的見證演唱會上，浮世繪樂隊以特邀嘉賓的身份出現，演唱了《憂傷都市》和《Want U 2 Nite》兩首歌。
「浮世繪」於1990年初解散後，他轉職幕後，為其他歌手作曲及編曲，其後亦有參與Beyond的編曲部份，如《驚喜》專輯、《不見不散》專輯及為黃子華棟篤笑「末世財神」表演當鋼琴手。
1996年，由劉志遠作曲之作品《某年仲夏》 - 收錄於梁詠琪1996年專輯《愛自己》。
1997年，Beyond第13張專輯《驚喜》中，劉志遠被邀請參與科技性電子音樂編曲制作。
2000年，Beyond各成員暫停樂隊活動後，他開始間中與黃貫中合作，曾為黃貫中於2002年的「Play It Loud演唱會」、2006年的「黃貫中狂迷音樂會」擔任伴奏；曾為黃貫中的粵語專輯《我在存在》擔任監製。
2005年，劉志遠被邀請參與成為「BEYOND THE STORY LIVE 2005 」演唱會第二場嘉賓。
2008年6月，在傳媒訪問中交代1988年從Beyond離隊的原因，是與隊中低音結他手黃家強意見不合。
2011年，為無綫電視劇《天與地》的片尾曲《年少無知》與黃貫中合作編曲。
2016年6月10日，葉世榮發起了「家駒愛心延續慈善演唱會」，劉志遠被邀請參與演出已逝Beyond樂隊主音成員黃家駒紀念演唱會。
2017年，劉志遠與黃貫中、葉世榮一起出席四川廣播電視台《圍爐音樂會》，回憶Beyond樂隊的點滴過往。
2023年6月12日，劉志遠與黃貫中及樂隊經理人陳健添在明愛堅道社區中心出席Beyond成立40周年紀念活動。
2023年6月30日，劉志遠與黃貫中、葉世榮，樂隊經理人陳健添出席Beyond成立40周年紀念活動。

## 音樂作品

### 1994年
- 李克勤 - 後悔（編）

### 1995年
- 陳曉東 - 一次真愛追尋一百次（曲、編）
- 陳曉東 - 一次真愛追尋一百次（尼泊爾追尋一百次版）（曲、編）
- 譚詠麟 - 醒覺（編）
- 關淑怡 - 夢伴（編）

### 1996年
- 梁詠琪 - 薄荷（編）
- 梁詠琪 - 某年仲夏（曲）
- 陳　琪 - 沒有雨傘的人（編）
- 陳　琪 - 鄰家女孩（曲、編）
- 陳慧嫻 - 那一年我們相戀（編）
- 陳曉東 - 不安的快樂（曲、編）
- 譚詠麟 - 創世記（編）
- 譚詠麟 - 善心（編）
- 譚詠麟、CD Voice - 失戀通告（編）

### 1997年
- 古巨基 - 好人（曲、編）
- 何超儀 - 戲髮（編）
- 何超儀 - 停停看看聽聽（編）
- 李君 - 情不渝（編）
- 張智霖 - 笑中有淚（Grunge Mix）（編）
- 許志安 - 愛人朋友（編）
- 鄭中基 - 情深（編）
- 譚詠麟 - 輕撫你的臉（編）
- 譚詠麟 - 最愛是誰（編）
- 譚詠麟 - 每當變幻時（編）
- 譚詠麟 - 笛子姑娘（編）
- 關淑怡 - 雲上舞（曲、編）

### 1998年
- 古巨基 - 無了的飛（編）
- 張學友 - 悲與喜（編）
- 莫文蔚 - 開水與白麵包（編）
- 莫文蔚 - 我不耐煩（編）
- 莫文蔚 - Just Say Good-Bye（編）
- 莫文蔚 - 邊界飯店（編）
- 陳奕迅 - 新曲+精選（編）
- 陳奕迅 - 愈想愈無謂（編）
- 陳展鵬 - 迷你（曲、編、監）
- 陳展鵬 - 拉拉扯扯（曲、編、監）
- 謝霆鋒 - 末世紀的呼聲（編）
- 譚詠麟 - 無悔一生（編）
- 譚詠麟 - 一片天（編）
- 關淑怡 - 心全蝕（編）

### 1999年
- 何嘉莉 - 思緒（編）
- 何嘉莉 - 為何你這麼喜歡我（編）
- 辛曉琪 - 我好幸福（編）
- 辛曉琪 - 無奈（編）
- 林海峰 - 狂人日記（編）
- 許志安 - 妳愛上他（編）
- 許志安 - 別讓我喝太多（編）
- 許志安 - 我害怕都是沒有用（編）
- 許志安 - 愛上我的朋友（編）
- 許志安 - 用背叛成全背叛（編）
- 許志安 - 高攀你的排行榜（編）
- 許志安 - I Can't（編）
- 許志安 - 關於你（編）
- 陳小春 - 老K臉（編）
- 陳小春 - 神經病（編）
- 陳小春 - 內傷（編）
- 謝霆鋒 - 改造人（編）
- 謝霆鋒 - 跨過世界的人（編）

### 2000年
- 王　傑 - 溫柔的你（編）
- 吳克群 - Tomorrow（編）
- 吳克群 - 音樂頻道（編）
- 林憶蓮 - 盼你在此（編）
- 林憶蓮 - 至少還有你（編）
- 林憶蓮 - 沒有人抽煙（編）
- 林憶蓮 - 愛過我的每一天（編）
- 林憶蓮 - 失蹤（編）
- 林憶蓮 - 飛的理由（編）
- 林憶蓮 - 我坐在這裡（編）
- 林憶蓮 - 不會結束的故事（編）
- 林憶蓮 - Now Or Never（編）
- 林憶蓮 - 對不起謝謝你（編）
- 林憶蓮 - 千禧願（編）
- 林憶蓮 - 至少還有你（Sentimental Version）（編）
- 林憶蓮 - 存在（編）
- 林憶蓮 - Better Man（編）
- 林憶蓮 - 遠走高飛（編）
- 林憶蓮 - 等你說愛我（編）
- 林憶蓮 - 重遇（編）
- 林憶蓮 - 寂寞流星群（編）
- 林憶蓮 - 數愛（編）
- 林憶蓮 - 只有你（編）
- 林憶蓮 - 與愛長流（編）
- 盧巧音 - 深藍（編）
- 盧巧音 - 代你發夢（編）
- 盧巧音 - 世界盡頭•冷酷異景（編）
- 謝霆鋒 - 伴我同行（編）
- 謝霆鋒 - 大海（編）
- 謝霆鋒 - Senses（編）

### 2001年
- 王　菲 - 流年（編）
- 丁菲飛 - 飛來飛去（編）
- 丁菲飛 - 不顧後果（編）
- 丁菲飛 - 夢蕾（編）
- 丁菲飛 - 忘我（編）
- 丁菲飛 - 往生（編）
- 林憶蓮 - 默讀傷悲（編）
- 林憶蓮 - 我的心在跳舞（編）
- 林憶蓮 - 回到原來（編）
- 林憶蓮 - 明明（編）
- 許茹芸 - 只說給你聽（編）
- 許茹芸 - 好像跳舞（編）
- 許茹芸 - 相愛的片刻（編）
- 蕭亞軒、黃立行 - Gotta Let It Go（編）
- 譚詠麟 - 愛我多一點（編）

### 2002年
- 林憶蓮 - 我們都愛（編）
- 陳奕迅 - Special Thanks To 1（編）
- 陳奕迅 - 你的背包（編）
- 陳奕迅 - 謝謝儂（編）
- 陳奕迅 - 男人的錯（編）
- 陳奕迅 - 你會不會（編）
- 陳奕迅 - 故事（編）
- 陳奕迅 - 想哭（編）
- 陳奕迅 - Special Thanks To 2（編）
- 陳奕迅 - 人造衛星（編）
- 陳奕迅 - 沒有手機的日子（編）
- 陳奕迅 - 跳蚤市場（編）
- 陳奕迅 - 狂人日記（編）
- 陳奕迅 - Special Thanks To 3（編）
- 陳奕迅 - 防不勝防（編）
- 黃貫中 - Lady（編）
- 蕭亞軒 - 快歌（編）
- 蕭亞軒 - 自己人（編）
- 蕭亞軒 - 笑著愛你（編）
- 蕭亞軒 - U Make Me Wanna（編）
- 蕭亞軒 - 吻（編）
- 蕭亞軒 - 他和她的故事（編）
- 蕭亞軒 - 想念聖誕節（編）
- 蘇永康 - 住家甜品（編）
- 蘇永康 - 情歌（編）

### 2003年
- B.A.D - Crazy（編）
- 何超儀 - 無慘繪（編）
- 陳奕迅 - 阿怪（編）
- 陳奕迅 - 我們都寂寞（編）
- 陳奕迅 - 兄妹（編）
- 陳奕迅 - 要你的（編）
- 陳奕迅 - 像一句廣告（編）
- 陳奕迅 - 寂寞奏鳴曲（編）
- 陳奕迅 - 呀邊個邊個（編、監）
- 陳奕迅 - 忘記歌詞（編、監）
- 陳奕迅 - 歲月如歌（編、監）
- 鄭秀文 - 越吻越傷心（編）
- 蕭亞軒 - 開始愛（編）
- 蕭亞軒 - 一輩子做你的女孩（編）
- 蕭亞軒 - 原始（編）
- 蕭亞軒 - 不配（編）
- 蕭亞軒 - 魔術（編）

### 2004年
- 余文樂 - 南拳（編）
- 余文樂 - 堅強（編）
- 黃伊汶 - 記住（編）

### 2005年
- 余文樂 - 晴天行雷（編）
- 余文樂 - 下一次真愛（編）
- 余文樂 - 南拳（國）（編）
- 余文樂 - 風雨（編）
- 林憶蓮 - 時光本是無罪（編）
- 林憶蓮 - 夜有所夢（編）
- 張栢芝 - 我想一個人（編）
- 許志安 - 墮（編）
- 許志安 - 流浪狗（編）
- 許志安 - 人來人往（編）
- 陳奕迅 - 一切還好（編）
- 陳奕迅 - 萬佛朝宗（編）
- 陳奕迅 - 冤氣（編）
- 陳奕迅 - 八里公路（編）
- 陳奕迅 - 放下來（編）
- 陳奕迅 - 開不了心（編）
- 陳奕迅 - 不能再等待（編）
- 陳奕迅 - 對不起 謝謝（編）
- 陳奕迅 - Hippie（編）
- 陳奕迅 - 不然你要我怎麼樣（編）
- 陳奕迅 - 不睡（編）
- 陳慧琳 - 希望（編）
- 陳慧琳 - 兩個世界（編）
- 陳慧琳 - 糖衣與巧克力（編）
- 陳慧琳 - 我是陽光的（編）
- 陳慧琳 - 希望（國）（編）
- 陳慧琳、林保怡 - 不配相擁（編）
- 譚詠麟 - 等人（編）
- 譚詠麟 - Take It Easy（編）

### 2006年
- 何超儀 - 標準太太（監）
- 何超儀 - 自衛術（監）
- 何超儀 - 人妻良母（監）
- 何超儀 - 地獄廚房（編、監）
- 何超儀 - 小腿太肥（監）
- 何超儀 - 無知婦孺（編、監）
- 何超儀 - 人盡可夫（編、監）
- 何超儀 - 中毒蠍子（編、監）
- 何超儀 - 誹聞皇（編、監）
- 何超儀 - 牆上的鮮花（編、監）
- 何超儀 - 雨果（監）
- 何超儀 - 給孤獨園（編、監）
- 林憶蓮 - 詞不達意（編）
- 林憶蓮 - 箴言（編）
- 林憶蓮 - 呼吸（編）
- 林憶蓮 - 斷線（編）
- 林憶蓮 - 玩伴（編）
- 張敬軒 - 不能不見（編）
- 陳小春 - 多謝你騙我（編）
- 陳奕迅 - 24（編）
- 陳奕迅 - 不求人（編）
- 陳奕迅 - 愛你入骨（編）

### 2007年
- 張惠妹 - So Good（編）
- 張惠妹 - Big City（編）

### 2008年
- 何超儀 - 不可靠（編、監）
- 何超儀 - 何超市（監）
- 何超儀 - 搖滾太太（監）
- 何超儀 - 酸葡萄（監）
- 何超儀 - 浮花（編、監）
- 何超儀 - 償還（編、監）
- 何超儀 - 浪裡汗（監）
- 何超儀 - 黑眼圈（編、監）
- 何超儀 - 秘密的傷（編、監）
- 何超儀 - 愛情靈藥（編、監）
- 林海峰 - GO GO飛龍（編）
- 張敬軒 - 櫻花樹下（編）
- 陳奕迅 - 獨居動物（編）
- 陳奕迅 - 倒帶人生（編）
- 陳奕迅 - Aren't You Glad（編）
- 陳奕迅 - 7（編）
- 陳奕迅 - 漂亮小姐（編）
- 蔡依林 - Angel（編）
- 蔡依林 - Lovefool（編）

### 2009年
- 陳奕迅 - 還有什麼可以送給你（編）

### 2010年
- 林　凡 - 重傷（編）
- 林　凡 - 當我想起你時笑了（編）
- 林　凡 - 五天幾年（編）
- 林　凡 - 飛了（編）
- 林　凡 - 最美的意外（編）
- 林　凡 - 眼淚流回去（編）
- 林　凡 - 這樣愛你好可怕（編）
- 林　凡 - 記得懂得捨得（編）
- 林　凡 - 蝴蝶效應（編）
- 林　凡 - Say What You Will（編）

### 2011年
- 林保怡、陳　豪、黃德斌 - 年少無知（編）
- 張惠妹 - 都什麼時候了（編）
- 張惠妹 - 一個人對話（編）
- 張惠妹 - 還有眼淚就好（編）
- 張惠妹 - 他們（編）
- 張惠妹 - 我最親愛的（編）
- 張惠妹 - 你在看我嗎（編）
- 張惠妹 - 潛規則（編）
- 張惠妹 - 來鬧的（編）
- 張惠妹 - High咖（編）
- 陳奕迅 - 等你愛我（編）
- 陳奕迅 - 還要不要走（編）
- 陳奕迅 - Muffin Man（編）
- 陳奕迅 - 那些讓你死去活來的女孩（編）
- 楊千嬅 - 有種沉默叫思念（編）
- 楊千嬅 - 醒了（編）

### 2012年
- 林　凡 - 睡在一起的知己（編）
- 林　凡 - 痛癢（編）
- 林　凡 - 告別像低迴溫婉的小調（編）
- 林　凡 - 我的病（編）
- 林　凡 - 不痛不快（編）
- 林　凡 - 不一定（編）
- 林　凡 - 幸福很突然（編）
- 林　凡 - 缺口（編）
- 林　凡 - 你還在（編）
- 林　凡 - You Said You Would（編）
- 林　凡 - 不能更快樂嗎（編）
- 林　凡 - 一個人生活（2012幸福蛻變版）（編）
- 郁可唯 - 幸福難不難（編）
- 黃貫中 - 年少無知（編）
- 譚詠麟 - 一點光（Shine A Light）（編）
- 譚詠麟 - Forever Young（曲、編）
- 譚詠麟 - 愛未等於擁有（編）

### 2013年
- 符致逸 - Love You More Than Anyone（編）
- 陶晶瑩 - 我不祝福（編）

### 2014年
- 林　凡 - 明明愛你（編）
- 林　凡 - 我們的故事只講了一半（編）
- 林　凡 - 一戀愛就亂了（編）
- 林　凡 - 愛已經受傷（編）
- 林　凡 - 歲月這把刀（編）
- 林　凡 - 目送（編）
- 林　凡 - 很遠的近（編）
- 林　凡 - 豔遇（編）
- 林　凡 - 還原（編）
- 符致逸 - Good Morning, Hard City（編）
- 符致逸 - One Take（編）
- 符致逸 - 恃愛行凶（編）
- 符致逸 - 妳要我愛什麼（編）
- 符致逸 - 孤獨天使（編）
- 符致逸 - 終點之外（編）
- 符致逸 - Just Because（編）
- 符致逸 - 不要怕（編）
- 符致逸 - I'm a Mess（編）
- 符致逸 - I Need Your Love（編）
- 符致逸、林　凡 - 套不住（編）

### 2015年
- 陳奕迅 - 老細我撇先（編）
- 陳奕迅 - 人生馬拉松（編）
- 陳奕迅 - 黑洞（編）
- 陳奕迅 - 萬聖節的一個傳說（編）
- 陳奕迅 - 夢的可能（編）

### 2019年
- 侯慧寧 - 相依為命（編）
- 陳健安 - 一吻穿越四十六億歲（編）
- 鍾達茵 - 驚天戀曲（編）

### 2021年
- 阿　銀 - 其實我明白你暗示（編）
- 姜蓓莉 - 逝去的心（編）
- 張子 - 最後一次（編）

### 2022年
- 陳逸璇 - 一首獨唱的歌（編）
- 陳逸璇 - 彷彿是初戀（編）
- 錢昭穎 - 也許不易（編）
- 錢昭穎 - 你令我快樂過（編）
- 錢昭穎 - 春秋（編）
- 錢昭穎 - 明日世界終結時（編）

### 2023年
- 許志安 - 不枉（編）
- 錢昭穎 - 誰可改變（編）
- 錢昭穎 - 最愛是誰（編）
- 錢昭穎 - 無名份的浪漫（編）
- 譚嘉儀  - I Will Always Love You（編）

### 2024年
- Josie & the Uni Boys - 沒完沒了的完美（編）
- JUD 陳泳希 - 想要站在人們說的頂端（編）
- JUD 陳泳希 - 影子（編）
- 劉威煌 - 普通人（編）
- 錢昭穎 - 幾許風雨（編）
- 錢昭穎 - 煙雨淒迷（編）
- 錢昭穎 - 學會（編）

### 2025年
- 張信哲 - 共犯（編）

## 其他
2024年5月，在無綫電視節目《直播靈接觸》中，梁思浩透露自己與劉志遠是鄰居，並憶述與有關劉志遠在1996年在嘉利大廈的錄音室工作時，遇到嘉利大廈大火的途生經歷。但劉志遠表示逃生時並無任何靈異事件發生。

## 相關書籍
《生命從心開始》收錄其故事

## 外部連結
- 組BAND起義-EP028-劉志遠 （页面存档备份，存于）
- come back to love: 五人時期的Beyond (1986) （页面存档备份，存于）
- 劉志遠－浪子回頭—馳騁人生五綫譜 （页面存档备份，存于）
- YouTube上的家驹&远仔新地任地點訪問
- 劉志遠在香港影庫上的簡介
- 劉志遠在互联网电影资料库（IMDb）上的資料（英文）